# 864 (szám)
A 864 (római számmal: DCCCLXIV) egy természetes szám.

## A szám a matematikában
A tízes számrendszerbeli 864-es a kettes számrendszerben 1101100000, a nyolcas számrendszerben 1540, a tizenhatos számrendszerben 360 alakban írható fel.
A 864 páros szám, összetett szám, prímfelbontással a 25 · 33 szorzattal, normálalakban a 8,64 · 102 szorzattal írható fel. Huszonnégy osztója van a természetes számok halmazán, ezek növekvő sorrendben: 1, 2, 3, 4, 6, 8, 9, 12, 16, 18, 24, 27, 32, 36, 48, 54, 72, 96, 108, 144, 216 288, 432 és 864.
Négyzetteljes szám, de nem teljes hatvány, ezért Achilles-szám.
A 864 négyzete 746 496, köbe 644 972 544, négyzetgyöke 29,39388, köbgyöke 9,5244, reciproka 0,0011574.